# Mustapha Khayati

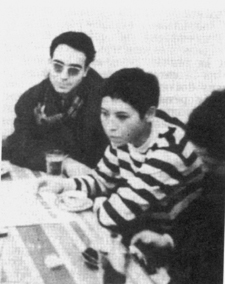
Mustapha Khayati

Mustapha Khayati ist ein tunesischer Gesellschaftskritiker.
Mustapha Khayati war Mitglied der Situationistische Internationale. Zusammen mit Guy Debord schrieb er u. a. das Pamphlet „Über das Elend im Studentenmilieu, betrachtet unter seinen ökonomischen, politischen, sexuellen und besonders intellektuellen Aspekten und über einige Mittel diesen abzuhelfen“.